# Freddy Montaña
Freddy Emir Montaña Cadena (Aquitania, Boyacá, 23 de noviembre de 1982) es un ciclista de ruta colombiano. Actualmente corre para el equipo EPM-Scott de categoría amateur.

## Biografía
Freddy inició su carrera en su departamento natal de Boyacá, destacándose rápidamente como un gran escalador, lo cual le valió para viajar a Italia como parte de un acuerdo entre su equipo patrocinado por la Gobernación de Boyacá y el equipo italiano Marche Team. Sin embargo, en mayo de 2007, mientras realizaba un entrenamiento en ese país, fue atropellado por un vehículo, causándole graves traumatismos y sumiéndole en estado de coma durante varios días, del que finalmente pudo sobreponerse, pero a costa de importantes secuelas que le exigieron una recuperación prolongada.
Para la temporada 2008, se incorporó de nuevo a la actividad ciclística haciendo parte del equipo patrocinado por la Lotería de Boyacá tomando la temporada como parte de su programa de recuperación. Para la temporada 2009, totalmente recuperado y haciendo parte del equipo Boyacá es Para Vivirla, dirigida por el técnico español Vicente Belda, logró su hasta ahora mejor figuración con su segundo lugar en la Vuelta a Colombia 2009, y al año siguiente, logró otro podio en el Clásico RCN 2010. Para la temporada 2011, fue presentado como jefe de filas de equipo Boyacá Orgullo de América para enfrentar entre otras pruebas de la temporada, la Vuelta a Colombia, en la cual ganó la etapa 13 y quedó tercero en la clasificación general.

## Palmarés
2009
- Vuelta a Boyacá
- 1 etapa en la Vuelta a León
- 3o. Subida a Urkiola

2011
- Vuelta a Cundinamarca
- 1 etapa de la Vuelta a Colombia
- 1 etapa de la Vuelta a Costa Rica

2012
- 1 etapa de la Clásica Internacional de Tulcán
- 1 etapa de la Vuelta al Mundo Maya

2013
- 2º en la Vuelta a Boyacá
- 1 etapa de la Vuelta a Colombia

2014
- Vuelta a Cundinamarca

2016
- 2º en la Vuelta a Cundinamarca

2018
- Clásica de Anapoima, más 1 etapa
- 1 etapa de la Vuelta a Colombia

2019
- 1 etapa de la Vuelta al Valle del Cauca

## Equipos
- Boyacá es Para Vivirla-Marche Team (2007)
- Lotería de Boyacá (amateur 2008)
- Boyacá es Para Vivirla (2009)
- Boyacá Orgullo de América (amateur 2010)
- Boyacá Orgullo de América (amateur 2011)
- Movistar Team Continental (2012-2013)
  - Movistar Team América (2013-2014)
  - Movistar Team (Colombia) (2015-2016)
- EPM (2017-)
  - EPM (2017-2019)
  - EPM-Scott (2020)